# Élections municipales de 2001 dans le Nord-du-Québec
Les élections municipales québécoises de 2001 se déroulent le 4 novembre 2001. Elles permettent d'élire les maires et les conseillers de chacune des municipalités locales du Québec, ainsi que les préfets de quelques municipalités régionales de comté.

## Nord-du-Québec

### Matagami
| Poste/District              | Élu            | Type d'élection |
| --------------------------- | -------------- | --------------- |
| Maire                       | Robert Labelle | Scrutin         |
| Taux de participation: 57 % |                |                 |